# Trigoniaceae
Trigoniaceae nom. cons., biljna porodica u redu malpigijolike kojoj pripada tridesetak vrsta grmova i drveća u tropskim krajevima Amerike, i dvije iznimke, jedna vrsta u tropskoj Aziji (Trigoniastrum hypoleucum) i jedna na Madagaskaru (Humbertiodendron saboureaui)

## Opis
S iznimkom monotipskog roda Hubertiodendrona (endema sa Madagaskara), Trigoniaceae je mala neotropska porodica lijana ili drveća, koja se sastoji od četiri roda i ~32 vrste. U neotropima je porodica zastupljena s tri endemična roda, od kojih su dva monotipska, te rodom Trigonia s ukupno 29 vrsta, od kojih su 25 loze ili lijane. Rasprostranjeni su od južnog Meksika do južnog Brazila; većinom se nalaze u nizinskim vlažnim ili mokrim šumama na poplavnim i nepoplavnim staništima.
Vegetativno je slična članovima Malpighiaceae jer dijele vijugave stabljike i jednostavne nasuprotne listove, međutim, Trigonia se razlikuje po nedostatku petiolarnih žlijezda i prisutnosti interpetiolarnih stipula i 4 floemska klina u starim stabljikama. Cvjetovi i plodovi kod Trigoniaceae prilično su različiti od onih kod Malpighiaceae. Stabljike Trigonije mogle bi se zamijeniti s stabljikama lianoidnih Bignoniaceae zbog prisutnosti 4 klina floema, ali dvije su porodice vegetativno prilično različite.

## Rodovi
1. Trigonia Aubl. (29 spp.)
2. Humbertiodendron Leandri (1 sp.)
3. Trigoniastrum 	Miq. (1 sp.)
4. Trigoniodendron E.F. Guim. & Miguel (1 sp.)
5. Isidodendron Fern. Alonso, Pérez Zab. & Idárraga  (1 sp.)